# Lutzomyia bahiensis
Lutzomyia bahiensis är en tvåvingeart som först beskrevs av Mangabeira Fo O., Sherlock I. A. 1961.  Lutzomyia bahiensis ingår i släktet Lutzomyia och familjen fjärilsmyggor. Inga underarter finns listade i Catalogue of Life.